# Могод
Могод (монг. Могод) — сомон аймака Булган, Монголия.
Центр сомона — населённый пункт Эрхэт находится в 131 километре от города Булган и в 340 километрах от столицы страны — Улан-Батора.
Развито выращивание кормовых растений. Есть школа, больница, санатории, культурный и торгово-обслуживающий центры.
Климат резко континентальный.
Сомон богат природными ресурсами и животным миром.